# Llaneces de Calleras
Llaneces de Calleras (en asturiano y oficialmente: Ḷḷaneces) es una aldea española perteneciente a la parroquia de Calleras situada en el concejo de Tineo (Principado de Asturias).  

## Localización
Se encuentra localizada al sur de la aldea de Calleras y al noroeste de Tineo, a 432 m s. n. m. y está situada a 15 km de la capital del concejo, la villa de Tineo. 

## Población
En 2020 contaba con una población de 17 habitantes (INE, 2020) repartidos en un total de 14 viviendas (INE, 2010). 
Tiene una escuela, en desuso desde mediados de los años 1960, y una capilla reformada en 2008.

## Celebraciones
Las fiestas del pueblo se celebran el último sábado de septiembre en honor a San Andrés. Aunque esta fiesta se celebraba conjuntamente con el pueblo vecino de La Rubiera, actualmente se celebran por separado en fechas diferentes.

## Datos de interés
- Distancia de Navelgas: 14 kilómetros.
- Distancia de Tineo: 15 kilómetros.